# Expedita Ferreira
Expedita Ferreira Nunes (Porto da Folha, 13 de setembro de 1932) é a única filha reconhecida de Lampião com Maria Bonita, e é considerada a maior expressão viva do Cangaço.

## Biografia
É filha de Virgulino Ferreira da Silva com Maria Gomes de Oliveira. Ela tinha 5 anos quando seus pais foram mortos, e foi criada por Manuel Severo e a Aurora, aliados de Lampião. Aos oito anos, foi descoberta por um juiz de menores e ficou sob os cuidados de seu tio, João Ferreira. Ela morou na fazenda de sua avó. Casou-se em 1947 com Manoel Messias Nunes Neto e se mudou para Aracaju. Como herança, ela recebeu apenas uma mecha de cabelo de Lampião. Ela é dona de casa e tem quatro filhos, Iza, Gleuse, Dejair e Vera. Sua filha Vera é uma socióloga especializada na história de Lampião.
Sua família não falava sobre Lampião, e ela só descobriu a história do pai quando em 1969, a escritora Maria Matta Machado a convidou para viajar para São Paulo, onde o livro As Táticas de Guerra dos Cangaceiros seria lançado. Lá, ela conheceu os cangaceiros Sila, Sereno, Dadá, Balão e Pitombeira. O sobrenome Ferreira foi incluido em sua certidão apenas em 2016.

### Testes de DNA
Expedita é a única filha reconhecida do casal. Algumas fontes apontam que João Ferreira Batista, o João Peitudo, seria filho de Lampião. Supostamente nascido em 1938, ele teria sido deixado aos 45 dias de vida na casa de Aurora da Conceição, onde Lampião teria furado suas orelhas para reconhecer o filho quando voltasse. Porém, historiadores afirmam que ele provavelmente nasceu em 1942, e suas orelhas furadas teriam sido herança do tempo que viveu com os índios do Maranhão. De acordo com Expedita, "ele queria repartir a herança do meu pai -que eu nem sei qual é- porque dizia que a gente era rico, e ele era pobre". Por volta de 1992, ela cedeu uma amostra de DNA para comparar com João Peitudo, porém o teste foi inconclusivo. Em 1994, foi feito outro teste, onde João Peitudo foi comparado com a irmã de Lampião, Mocinha, e uma irmã de Maria Bonita. Inicialmente, o jornal Folha de S.Paulo notificou que o teste havia sido positivo, porém se corrigiu em reportagem publicada em 1996, afirmando que teste veio negativo. Ele morreu em 27 de junho de 2000, em Juazeiro do Norte.
Em 1996, afirmando que Lampião e Maria Bonita haviam conseguido escapar da tocaia da polícia, o fotógrafo José Geraldo Aguiar pediu que Expedita fizesse um teste de DNA para comprovar que o cangaceiro seria o fazendeiro mineiro Antônio Maria da Conceição. Maria Bonita teria adotado o nome de Maria Teixeira Lima. Expedita recusou-se a fazer o exame, dizendo que "[o] meu pai é um mito. O que querem agora é acabar com a imagem e o mito que foi esse homem".

## Processos
Expedita é sócia majoritária da empresa Lampião e Maria Bonita, que gere os direitos de imagem do casal.
Em 2011, processou uma rede de motéis em Pernambuco por usar o slogan "Maria Bonita, acenda o Lampião".
Em 2022, processou a Netflix pela empresa não tê-la consultado para a criação da série O Cangaceiro do Futuro.
Em novembro de 2023, processou Tiago Pavinatto e a editora Almedina pela publicação do livro Da Silva: A Grande Fake News da Esquerda (2023), que tenta associar Lampião com o presidente Luiz Inácio Lula da Silva e o Partido dos Trabalhadores. Nele, Pavinatto descreve Lampião como  'notório estuprador da história', 'psicopata', 'terrorista mercenário', entre outros termos pejorativos. Ela pediu uma indenização de R$ 245 mil, a remoção de “excesso de linguagem e adjetivação que implica em menções desonrosas à figura de Lampião”, sob pena de multa diária de R$ 500,00, e que as próximas edições do livro tenham um texto informativo dizendo "para que os leitores tenham conhecimento de que a versão articulada pelo autor e vendida como realidade não encontra amparo nas pesquisas históricas até hoje realizadas".

## Opiniões
Ela negou que o Movimento dos Trabalhadores Rurais Sem Terra (MST) era um herdeiro da luta social feita por Lampião. De acordo com Expedita, "[o]s sem-terra estão destruindo tudo na vida, como têm muitos por aí que têm as coisas, vendem, para ficar sem terra, para cair na bandalheira".

## Homenagens
Em 11 de maio de 2023, recebeu o título de cidadã de Aracaju. A indicação veio do presidente da Casa, Ricardo Vasconcelos (REDE). Ela também foi destaque do Carnaval de 2023 pelo samba-enredo da escola de samba Imperatriz Leopoldinense e desfilou com a Mancha Verde. A Mancha Verde não sabia da existência de uma filha do Lampião, e a participação de Expedita aconteceu por iniciativa da família. As filhas de Expedita participaram da preparação do desfile.